# Félix de Azara
Félix de Azara (Barbuñales, 18 maggio 1742 – Barbuñales, 20 ottobre 1821) è stato un geografo, naturalista, ingegnere militare e antropologo spagnolo.

## Biografia

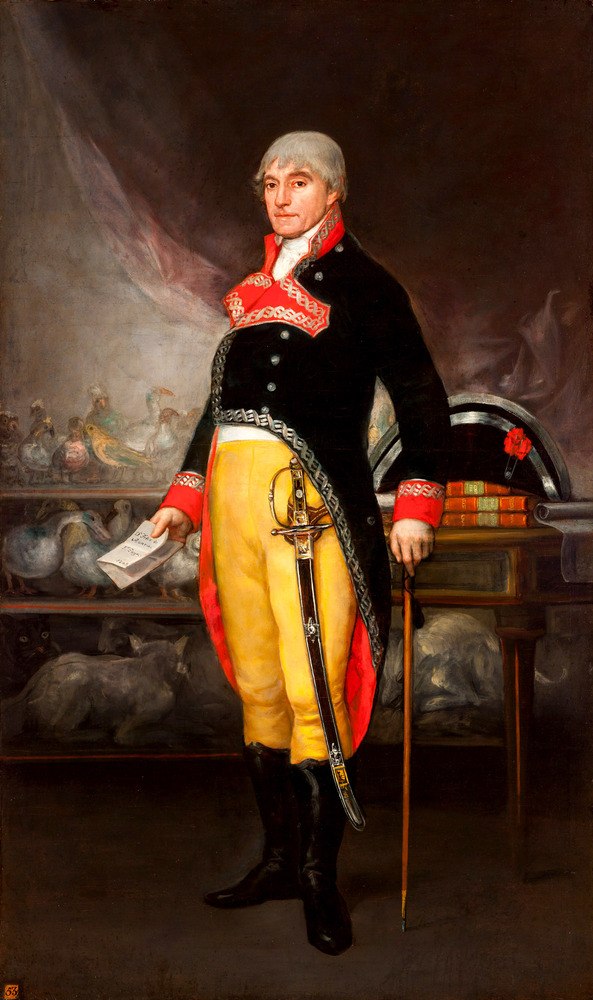
Félix de Azara (olio di Francisco Goya, Patio de la Infanta), Saragozza

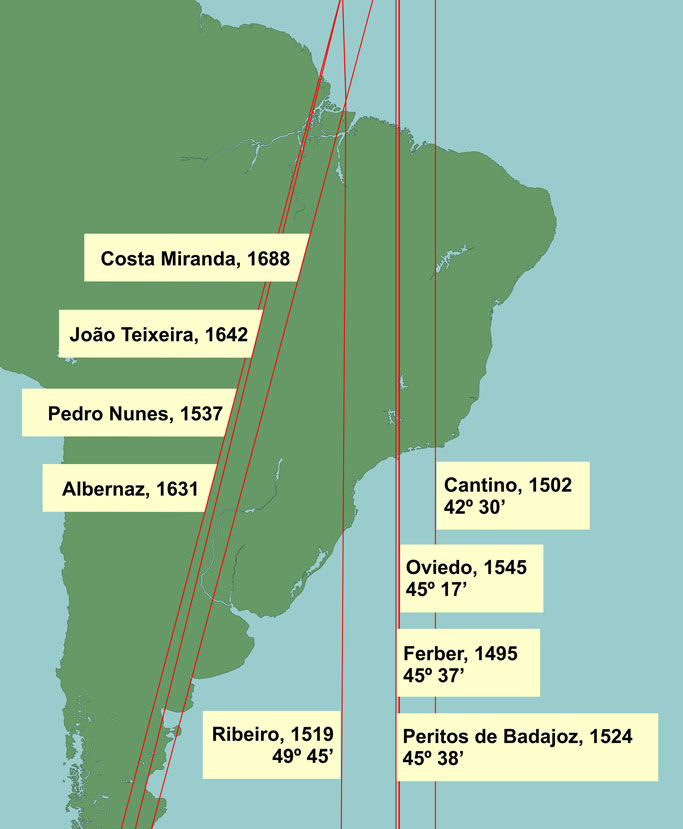
Il meridiano di Tordesillas secondo i differenti geografi

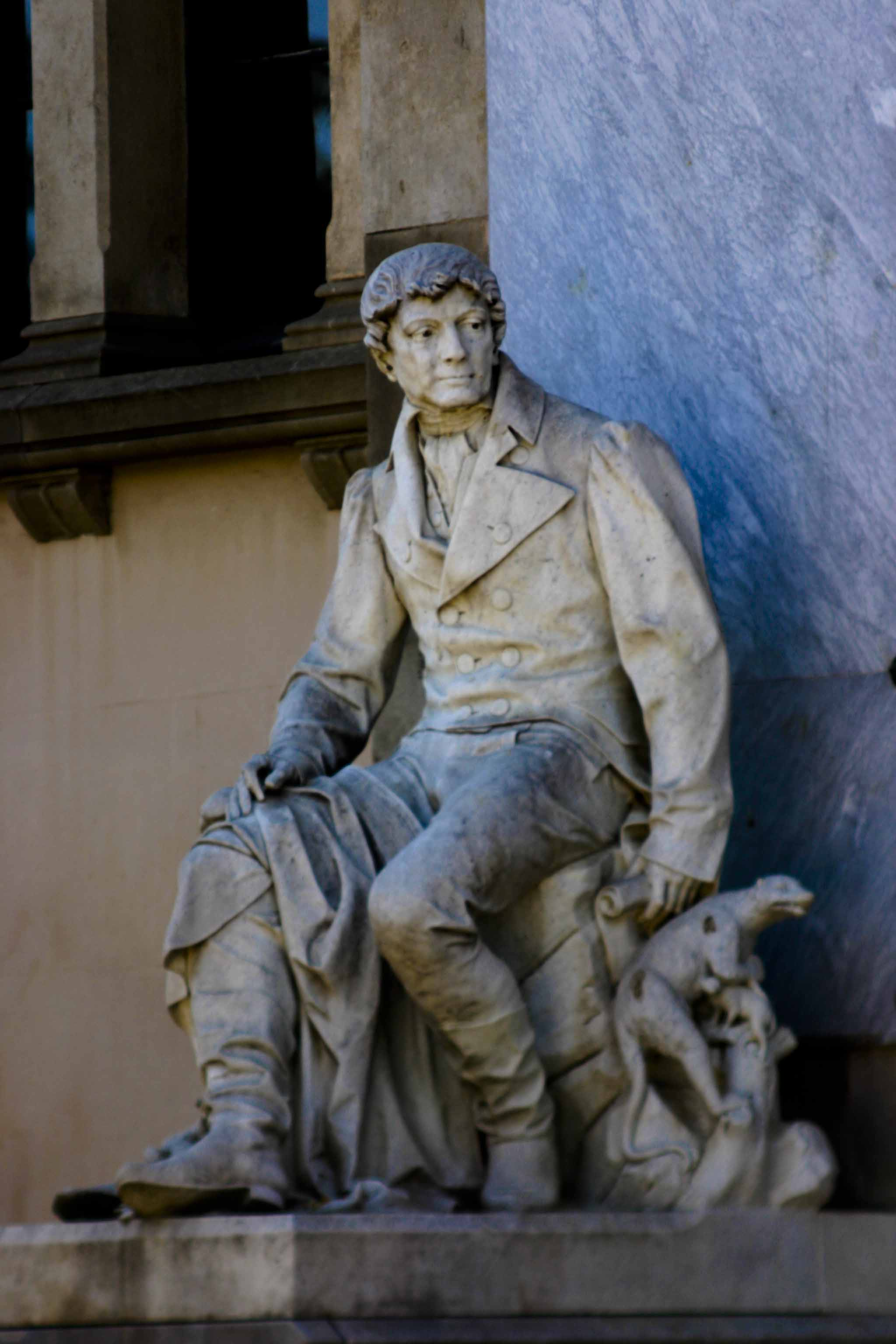
Felix de Azara (scultura di Eduard Alentorn, Museo Martorell, Barcellona)

Apparteva a una famiglia della piccola nobiltà colta; uno dei suoi fratelli era il diplomatico e mecenate José Nicolás de Azara che fu a lungo ambasciatore spagnolo presso la Santa Sede. Félix de Azara fece inizialmente studi umanistici all'Universidad Sertoriana de Huesca, ma successivamente abbandonò l'università per seguire la carriera militare. Nel 1765 andò nell'Academia de Ingeniería Militar di Barcellona, una scuola che, nella Spagna del XVIII secolo, forniva un'ottima preparazione scientifica. Nel 1767 divenne ingegnere del genio militare e da allora fu impegnato per anni nella progettazione di opere idrauliche e fortificazioni. Nel 1775 prese parte a una spedizione militare in Algeria; fu ferito gravemente e trascorse cinque anni in convalescenza. Recuperata la salute, nel 1780 comandò una guarnigione a San Sebastián con il grado di tenente colonnello di fanteria.
Nel 1781 Azara fu nominato consigliere militare dell'ambasciata spagnola in Portogallo e, dopo qualche mese di permanenza a Lisbona, fu inviato in Sud America come membro di una commissione mista ispano-portoghese costituita con lo scopo di identificare le zone attraversate dal meridiano che, in base trattato di Tordesillas del 1494, avrebbe dovuto costituire il confine fra i territori spagnoli (a ovest del meridiano) e quelli portoghesi (a est). Tuttavia il decorso di questo meridiano, corrispondente grosso modo all'attuale 46º meridiano, non era mai stato concordato, e di conseguenza i limiti di confine non erano mai stati identificati con precisione fino ad allora. Anche in questa occasione, oltre tre secoli dopo la firma del trattato, i membri della commissione spagnola ebbero difficoltà a svolgere il compito soprattutto a causa del boicottaggio delle autorità portoghesi in Sud-America e quindi per la costante assenza dei membri portoghesi della commissione mista nelle operazioni congiunte. Azara si trattenne comunque in Sud America per vent'anni, studiando tutti gli aspetti (geografici, antropologici, botanici, zoologici, entomologici, storici, filosofici, ecc.) soprattutto in Paraguay, nei bacini del Río de la Plata, del Rio Grande e del Pilcomayo, e nell'Esteros del Iberá.
Félix de Azara aveva ricevuto un'ottima preparazione in matematica e nelle scienze fisiche, ma non nelle scienze naturali: ignorava la tassonomia linneana e aveva solo un'infarinatura sulla classificazione di Buffon. Ricorse pertanto a metodi descrittivi personali, basati sull'osservazione degli esseri viventi nell'ambiente naturale. Più tardi decise di riordinare e pubblicare i suoi appunti. Nel 1789 inviò in Spagna il suo primo manoscritto (Apuntamientos para la historia natural de las aves de la provincia del Paraguay, Note sulla storia naturale degli uccelli nella provincia del Paraguay) a cui seguì l'anno successivo Geografía física y esférica del Paraguay. Nel 1798 inviò un manoscritto sui quadrupedi del Paraguay al fratello José, ambasciatore spagnolo in Francia, il quale lo tradusse in lingua francese pubblicandolo nel 1801.È considerato il precursore della teoria evoluzionistica: nelle sue opera propone una teoria simile a quella di Darwin, senza arrivare a sistematizzarla. I suoi testi non ebbero tuttavia la considerazione che avrebbero meritato; i più importanti furono pubblicati postumi, ma suscitando anche in ritardo l'interesse de naturalisti; Charles Darwin, per esempio, mostrerà sempre grande rispetto per le osservazioni di Azara e le utilizzò citandole ampiamente.

## Scritti
- Apuntamientos para la historia natural de las aves de la provincia del Paraguay, Madrid, 1789
- Essais sur l´histoire naturelle des Quadrupèdes, Paris, 1802
- Apuntamientos para la historia natural de las Paxaros del Paraguay y Rio de la Plata, tre volúmi, Madrid, 1802-1805
- Geografía física y esférica de las provincias del Paraguay y Misiones guaraníes, Montevideo, 1904 (Google libri)
- Viajes por la América Meridional
- Apuntamientos para la historia natural de los pájaros del Paraguay y Río de la Plata, Madrid, 1847 (Google libri)
- Memoria sobre el estado rural del Río de la Plata], Madrid, 1847 (Google libri)
- Viaggi nell'America Meridionale di D. Felice di Azara, Milano: Sonzogno, 1817 (Google libri)

## Riconoscimenti
Sono stati battezzati in onore di Félix de Azara:
- Dorsum Azara, una catena di creste lunari, lunga di circa 105 km, nel Mare Serenitatis della Luna
- Azara, genere della famiglia Salicaceae, oltre a numerose specie di animali e di piante

| Azara è l'abbreviazione standard utilizzata per le piante descritte da Félix de Azara. Consulta l'elenco delle piante assegnate a questo autore dall'IPNI. |

| Azara o Az. è l'abbreviazione standard utilizzata per le specie animali descritte da Félix de Azara. Categoria:Taxa classificati da Félix de Azara |